# Miyota
Cet article concerne la ville. Pour l'entreprise, voir Miyota (entreprise).
Miyota (御代田町, Miyota-machi) est un bourg du district de Kitasaku, dans la préfecture de Nagano, au Japon.

## Géographie

### Démographie
Au 1er mai 2015, la population de Miyota s'élevait à 15 069 habitants répartis sur une superficie de 58,79 km2.